# Laburnum anagyroides
Il maggiociondolo (Laburnum anagyroides Medik., 1787) è un piccolo albero caducifoglio (alto dai 4 ai 6 metri), appartenente alla famiglia delle Fabacee. Il nome volgare allude ai fiori a grappoli pendenti che, in maggio, ciondolano.

## Descrizione

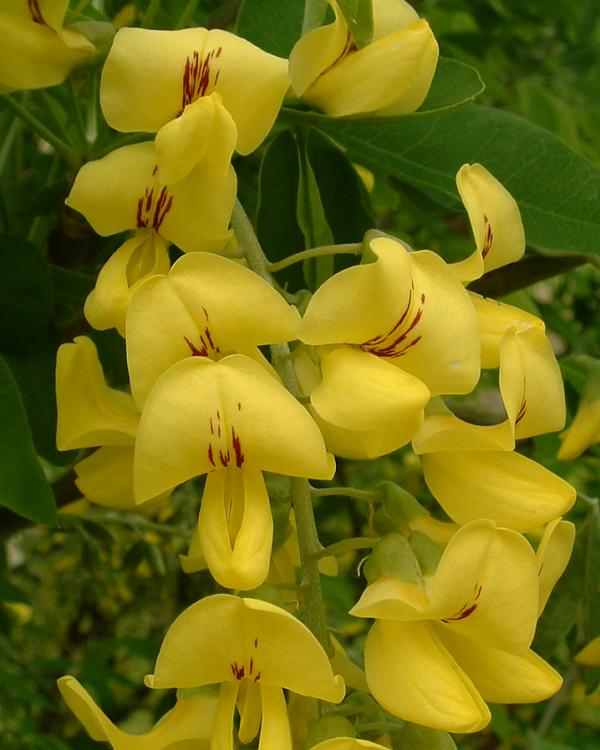
Dettaglio dei racemi dei fiori

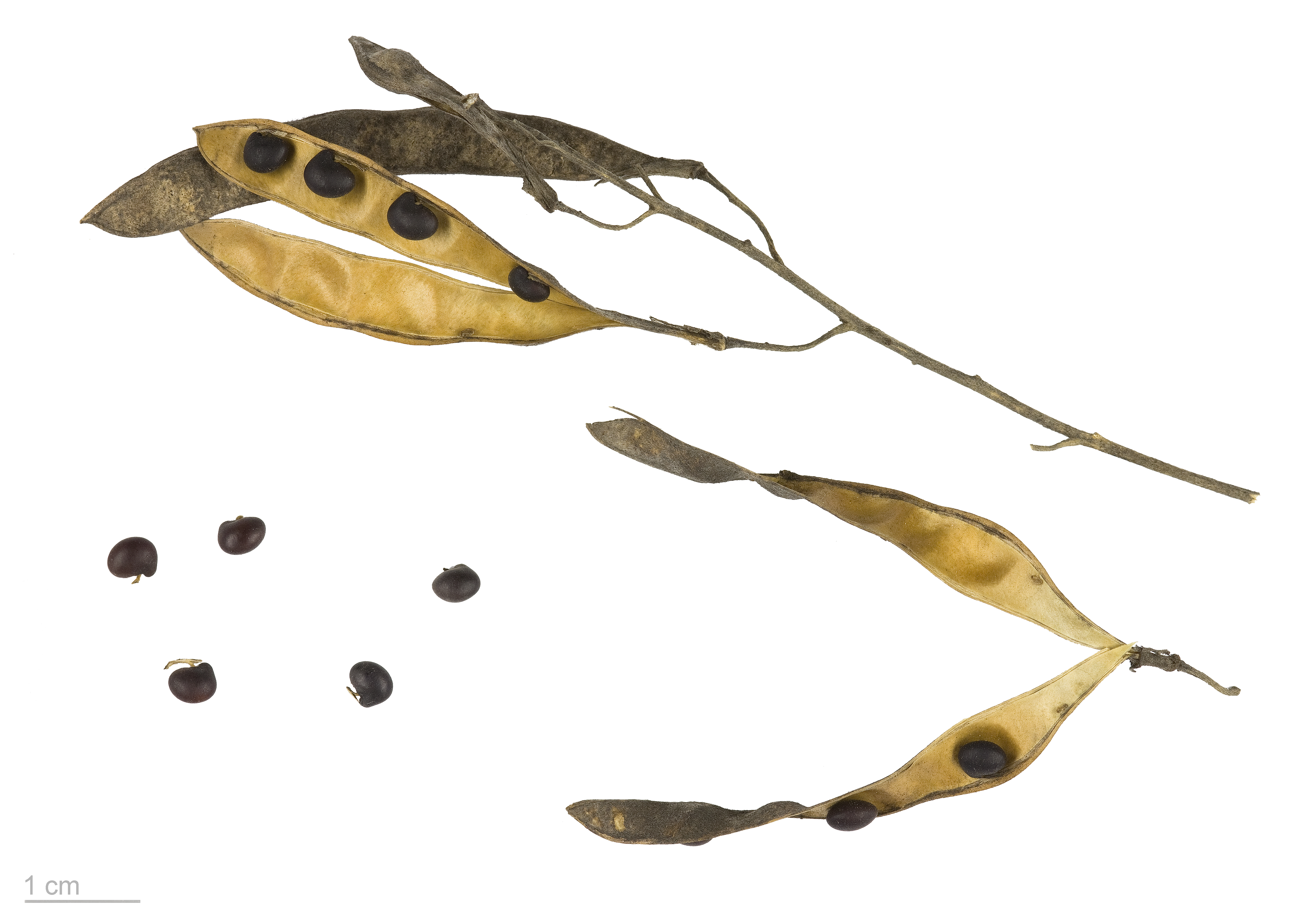
Frutti e semi

Ha portamento arbustivo, la corteccia è liscia, con rami espansi verdi scuri e ramoscelli penduli e pubescenti.
Le foglie (imparipennate a tre lobi, e che pertanto paiono essere composte da tre foglioline) hanno un lungo picciolo, glabre superiormente e pelose inferiormente.
I fiori sono di colore giallo oro, molto profumati, sono raggruppati in lunghi racemi penduli (fino a 25 cm) e fioriscono tipicamente in maggio.
I frutti sono baccelli dai numerosi semi neri contenenti citisina (un alcaloide), estremamente velenosi (per l'uomo, ma anche per capre e cavalli) specie se immaturi. Alcuni animali selvatici tuttavia (come lepri, conigli e cervi) se ne possono cibare senza problemi, e per questo in alcune regioni è ritenuta una pianta magica.
Il legno è duro e pesante, di colore giallo/bruno, ottimo per pali, lavori al tornio e come combustibile. In passato - ma anche oggi nelle rievocazioni storiche - era utilizzato come ottimo legno per la costruzione degli archi.
L'albero è noto anche come falso ebano (o avorniello) in quanto il legno di esemplari molto vecchi poteva essere usato in sostituzione dell'ebano.

## Distribuzione e habitat
(Europa meridionale): dalla Francia sud-orientale alle Alpi, Appennini e Penisola balcanica. Vegeta e fiorisce in habitat temperati e moderatamente umidi, specialmente in terreni calcarei, spesso associato a boschi di carpino nero (Ostrya carpinifolia).

## Tassonomia

### Chimere

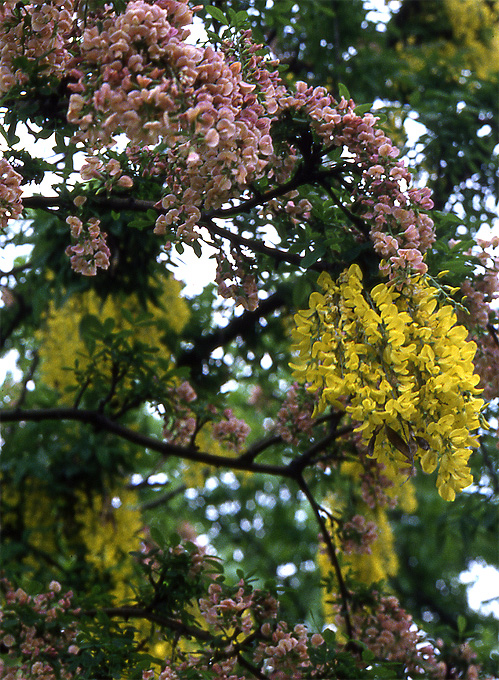
+ Laburnocytisus adamii

Da un innesto di Chamaecytisus purpureus su Laburnum anagyroides, effettuato per la prima volta a Parigi nel 1825 da Jean-Louis Adam, si è ottenuta una chimera intergenerica nota come + Laburnocytisus adamii. Questa entità può essere definita anche come Cytisus purpureus + Laburnum anagyroides.
L'aspetto di questa chimera è molto particolare: un albero con rami a fiori gialli (colore originale del Laburnum anagyroides) e rami a fiori purpurei.

## Riferimenti
Il poeta inglese Francis Thompson descrisse il laburnum in una sua poesia:
(Francis Thompson, Sister Songs, 1895)
Lo scrittore J. R. R. Tolkien si ispirò al laburnum per la creazione di Laurelin, uno dei due alberi mitologici de Il Silmarillion, e la descrizione che ne dà Tolkien è fortemente influenzata dai versi di Thompson.

La poetessa statunitense Sylvia Plath, figlia di due botanici, lo nomina spesso nelle sue poesie e ci si paragona 
(Sylvia Plath,The arrival of the bee box (1962)).
Anche Giovanni Pascoli la nomina:
vuol l'acqua venire a ruscelli.

L'annunzia la capinera

tra li albatri li avornielli:

tac tac.»